# 尼亞加拉區
尼亚加拉地区自治体（英語：Regional Municipality of Niagara），简称尼亚加拉区或尼亚加拉地区（Niagara Region）是加拿大安大略省南部一個地方行政區。此行政區覆蓋尼亞加拉半島的大部分，南北分別瀕臨伊利湖和安大略湖，東邊隔著尼亞加拉河與美國紐約州的伊利縣和尼亞加拉縣相望，西鄰咸美頓市和哈爾迪曼德縣。尼亞加拉區的行政中心設於霍魯，2011年人口為431,346人。
尼亞加拉區是加拿大主要農業中心之一，當中以葡萄酒為區内主要農產品。此外，加拿大主要旅遊景點之一尼亞加拉瀑布也是位於尼亞加拉區與美國邊界所在，為該區帶來不少遊客。
上加拿大政府於1792年設立林肯縣 (加拿大)，其覆蓋範圍與現時的尼亞加拉區相若；該縣南部則於1845年另組縣級架構，取名威蘭縣。1970年1月1日，安大略省政府改革此帶地域的地方政府，尼亞加拉區遂告成立，由威蘭縣和林肯縣合併而成。

## 轄區
市
- 尼亞加拉瀑布城（Niagara Falls）
- 科爾伯恩港（Port Colborne）
- 聖凱瑟琳斯（St. Catharines）
- 霍魯
- 威蘭

鎮
- 伊利堡（Fort Erie）
- 格里姆斯比（Grimsby）
- 林肯
- 濱湖尼亞加拉（Niagara-on-the-Lake）
- 皮拉姆（Pelham）

鄉
- 韋恩費利特（Wainfleet）
- 西林肯（West Lincoln）

## 人口分類統計
歷年人口：
- 2001年：410,574
- 1996年：403,504

下列數據來自2006年加拿大人口普查。
種族人口分佈
- 白人：349,390（95.9%）
- 黑人：2,990（0.8%）
- 多過一個族裔：2,665（0.7%）
- 華人：2,345（0.6%）
- 其他亞裔：2,320（0.6%）

宗教
- 43.2% 新教徒
- 36.4% 天主教徒
- 14.6% 沒有宗教信仰
- 3.8% 其他基督教徒
- 0.9% 伊斯蘭教徒

## 交通

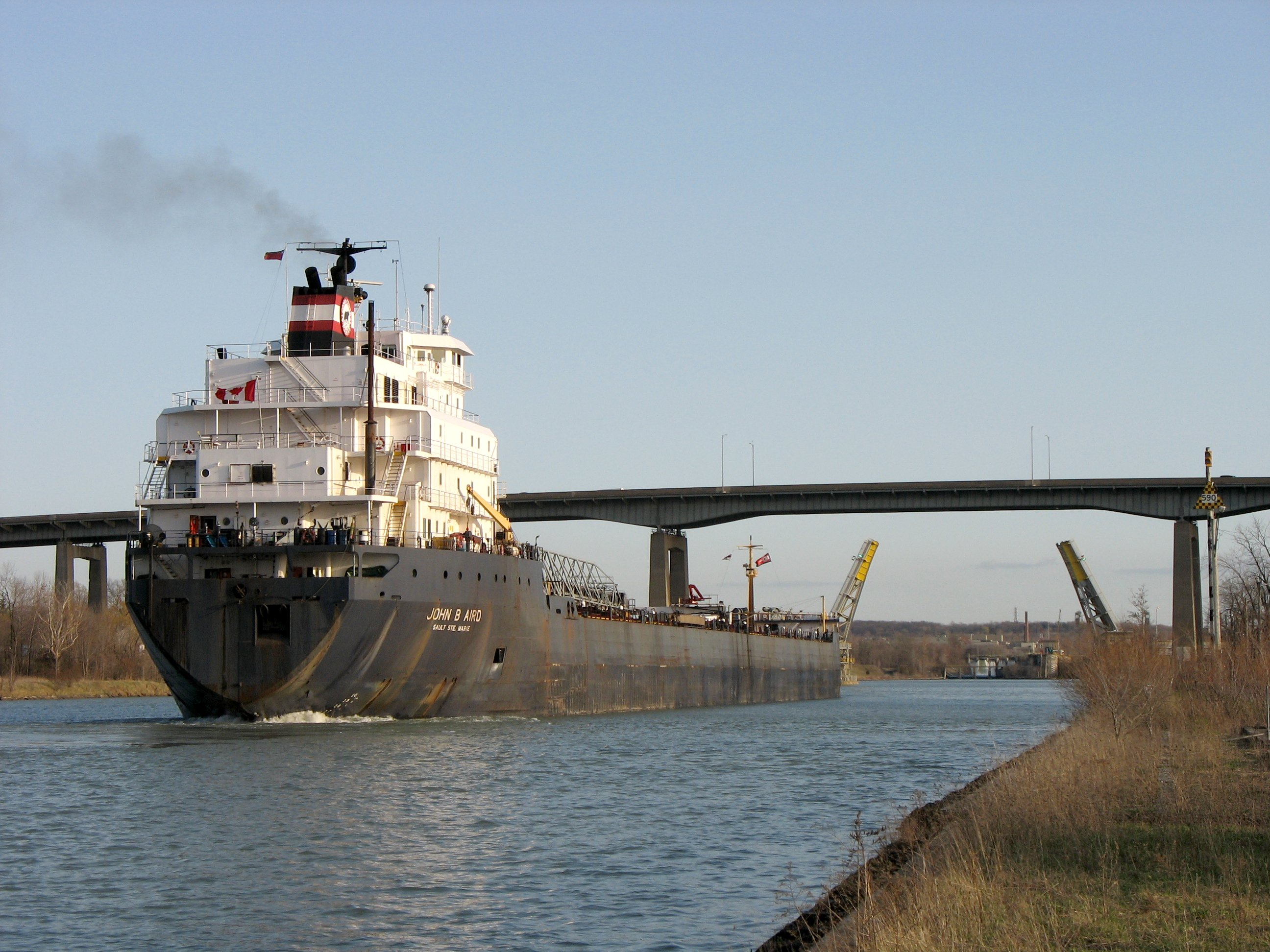
一艘貨船駛經威蘭運河，圖中的花園城市高架橋載有伊利沙伯皇后道

尼亞加拉區内的主要幹道為連接伊利堡和多倫多的伊利沙伯皇后道（QEW），全程屬省級400系列高速公路規格。QEW在區内亦分支出另外三條省級400系列高速公路，分別為405號公路、406號公路和420號公路。400系列以外的省道則有3號高速公路、20號高速公路、58號高速公路、58號A和140號高速公路省道。此外，尼亞加拉區政府亦負責管理和維修轄下一系列區道。
尼亞加拉區東臨美加邊境，下列主要行車橋樑向東通往美國，由南至北分別為和平橋（與QEW接駁）、彩虹橋（與420號公路接駁）和劉易斯頓-昆士頓橋（與405號公路接駁）。
威蘭運河是區內最顯著的交通設施。該運河全長43.4（27.0英里），向南通往伊利湖，北端則在聖嘉芙蓮斯匯入安大略湖，為聖羅倫斯海道的一部分。三條行車隧道和一座行車橋樑橫渡威蘭運河，由南至北分別為鎮線隧道（安大略58A省道）、緬街隧道（尼亞加拉區27號區道）、霍魯隧道（安大略58號省道）和花園城市高架橋（隸屬QEW）。
由維亞鐵路和美鐵聯營，連接多倫多和紐約市的楓葉號列車在尼亞加拉瀑布城和聖嘉芙蓮斯火車站停靠。GO運輸公司現時則營運通勤巴士服務連接聖嘉芙蓮斯、布靈頓和尼亞加拉瀑布城，並於夏季營運連接多倫多、聖嘉芙蓮斯和尼亞加拉瀑布城的鐵路服務。
尼亞加拉區内有數座小型機場，包括位於濱湖尼亞加拉鎮的聖嘉芙蓮斯/尼亞加拉區域機場（St. Catharines/Niagara District Airport；IATA代碼：YXU；ICAO代碼：CYSN）、坐落威蘭市界線以西的尼亞加拉中央機場（Niagara Central Airport）、以及伊利堡機場（Fort Erie Airport）。上述機場皆沒有定期航班；區内居民主要使用多倫多皮爾遜國際機場、約翰·卡爾·芒羅哈密爾頓國際機場、或紐約州的水牛城-尼亞加拉國際機場和尼亞加拉瀑布城國際機場前往外地。

## 外部連結
- （英文）尼亞加拉區官方網站 （页面存档备份，存于）